# John Jakes
John Jakes celým jménem John William Jakes, (31. března 1932 Chicago, Illinois, USA – 11. března 2023) byl americký spisovatel.

## Dílo
- Sever a Jih I. (North and South I.)
- Sever a Jih II. (North and South II.)
- Láska a válka I. (Love and War I.)
- Láska a válka II. (Love and War II.)
- Láska a válka III. (Love and War III.)
- Nebe a peklo I. (Heaven and Hell I.)
- Nebe a peklo II. (Heaven and Hell II.)
- Kalifornské zlato (California Gold) (1993)
- Levoboček 1 (The Bastard)  (1996)
- Rebelové 2 (The Rebels) (1996)
- Průkopníci 3 (The Seekers) (1996)
- Blouznivci 4 (The Furies) (1997)
- Titáni 5 (The Titans) (1997)
- Válečníci 6 (The Warriors) (1998)
- Zločinci 7 (The Lawless) (1998)
- Američané 8 (The Americans) (1998)